# Neversoft
Neversoft Entertainment (ou simplement Neversoft) était un studio américain de développement de jeux vidéo fondé en 1994 par Joel Jewett, Mick West et Chris Ward. La société est acquise par Activision en octobre 1999. Le studio est absorbé par Infinity Ward en juillet 2014.
Neversoft est surtout connu avoir produit plusieurs jeux des franchises Guitar Hero et Tony Hawk's.

## Historique
En 2007, la société a récupéré le projet de Guitar Hero 3: Legends of Rock et l'a développé. Neversoft s'est aussi occupé de Guitar Hero: Metallica.
La société est aussi chargée du développement de Call of Duty: Ghosts.
En 1998, Neversoft lance la franchise Tony Hawk's. Tony Hawk's Proving Ground, réalisé en 2007, est le dernier jeu Tony Hawk's développé par Neversoft. La franchise est à partir de là, confiée à Robomodo.
En 2014, la société disparaît en étant absorbée par le studio Infinity Ward afin de s'occuper des futurs jeux de la franchise Call of Duty. Elle ferme officiellement ses portes en juillet de la même année.

## Jeux développés
| Titres                         | Année | Plates-formes                                                       |
| ------------------------------ | ----- | ------------------------------------------------------------------- |
| Skeleton Warriors              | 1996  | PlayStation, Saturn                                                 |
| Apocalypse                     | 1998  | PlayStation                                                         |
| Tony Hawk's Pro Skater         | 1999  | PlayStation                                                         |
| Spider-Man                     | 2000  | PlayStation                                                         |
| Tony Hawk's Pro Skater 2       | 2000  | PlayStation                                                         |
| Tony Hawk's Pro Skater 3       | 2001  | GameCube, PlayStation 2, Xbox                                       |
| Tony Hawk's Pro Skater 4       | 2002  | GameCube, PlayStation 2, Xbox                                       |
| Tony Hawk's Underground        | 2003  | GameCube, PlayStation 2, Xbox                                       |
| Tony Hawk's Underground 2      | 2004  | GameCube, PlayStation 2, Xbox                                       |
| Tony Hawk's American Wasteland | 2005  | GameCube, PlayStation 2, Xbox, Xbox 360                             |
| Gun                            | 2005  | GameCube, PlayStation 2, Xbox, Xbox 360                             |
| Tony Hawk's Project 8          | 2006  | Playstation 2, PlayStation 3, Xbox 360                              |
| Tony Hawk's Proving Ground     | 2007  | PlayStation 3, Xbox 360                                             |
| Guitar Hero 3: Legends of Rock | 2007  | PlayStation 3, Xbox 360, PlayStation 2                              |
| Guitar Hero: Aerosmith         | 2008  | PlayStation 3, Xbox 360, PlayStation 2                              |
| Guitar Hero World Tour         | 2008  | PlayStation 3, Xbox 360, PlayStation 2                              |
| Guitar Hero: Metallica         | 2009  | PlayStation 3, Xbox 360, PlayStation 2                              |
| Guitar Hero 5                  | 2009  | PlayStation 3, Xbox 360, PlayStation 2                              |
| Band Hero                      | 2009  | PlayStation 3, Xbox 360, PlayStation 2                              |
| Guitar Hero: Warriors of Rock  | 2010  | PlayStation 3, Xbox 360                                             |
| Call of Duty: Ghosts           | 2013  | Microsoft Windows, PlayStation 3, Xbox 360, PlayStation 4, Xbox One |